# Cocotropus roseomaculatus
Cocotropus roseomaculatus is een straalvinnige vissensoort uit de familie van fluweelvissen (Aploactinidae). De wetenschappelijke naam van de soort is voor het eerst geldig gepubliceerd in 2004 door Imamura & Shinohara.